# مم زين
مَم وزين أو مَمُو زينْ هي ملحمة شعرية من الأدب الكردي، كتبها أحمد خاني في 2656 بيتاً شعرياً عام 1692م، وترجمها إلى العربية الشيخ محمد سعيد رمضان البوطي. وهي تحكي قصة حب كلاسيكية في مرحلة تاريخية ممزوجة بقصة عشق بين الأميرة زين شقيقة حاكم بوطان وشاب يدعى مم، وهو ابن أحد عُمّال الأمير. يعد ضريحهما في جزيرة ابن عمر منطقة سياحية.

## تصوير الملحمة
في عام 1992، على أساس كتاب Mem u Zin، أخرج أوميت إلسي فيلمًا يحمل نفس الاسم. منذ أن تم حظر اللغة الكردية في تركيا من عام 1980 حتى أواخر التسعينات / أوائل القرن الحادي والعشرين، كان لا بد من إصدار الملحمة الكردية باللغة التركية.
في عام 2002، أنتج تلفزيون كردستان مسلسل درامي من ميمي آلان، ناصر حسن، مدير الدراما، قال «ميمي آلان» هو العمل الفني الأكثر أهمية والأكثر تطوراً. مع طاقم، أكثر من 1000 شخص و250 ممثلا.[بحاجة لمصدر]